# بيتر بوريدج
بيتر بوريدج (بالإنجليزية: Peter Burridge)‏ هو لاعب كرة قدم إنجليزي في مركزي الهجوم، ولد في 30 ديسمبر 1933 في هارلو في المملكة المتحدة. لعب مع تشارلتون أثلتيك وكريستال بالاس ونادي بارنت ونادي ليتون أورينت ونادي ميلوول.